# Angol labdarúgó-szövetség
Az angol labdarúgó-szövetség (hivatalos nevén egyszerűen A Labdarúgó-szövetség; angolul: The Football Association, rövidítve The F.A.) Anglia nemzeti labdarúgó-szövetsége. 1863-ban alapították. A szövetség szervezi az angol labdarúgó-bajnokságot, valamint az FA-kupát. Működteti az angol labdarúgó-válogatottat, valamint az angol női labdarúgó-válogatottat.

## Története
Angliában a labdarúgás az iskolákban lett először ismert, ám eleinte mindenhol az ott helyben kitalált szabályok szerint játszottak. 1848-ban a Cambridge-i Egyetem diákjai létrehoztak egy egységes szabályzatot, melyet idővel egyre több helyen elfogadtak és alkalmaztak.
1862-ben 12 labdarúgócsapat megpróbálkozott egy egységes rendszer megalapításával, ám ez nem jött létre.
A rendszer létrejöttében nagy szerepet játszott Ebenezer Cobb Morley, aki az FA egyik alapítója is volt. 1862-ben a Bell’s Life című újságban javaslatot tett rá, hogy alakuljon egy szövetség, amely az angol futballt egységesíti. Az első főtitkára lett az FA-nek, később pedig a második elnöknek is őt választották meg.